# Ouvertüre: Das Spitzentuch der Königin
Ouvertüre: Das Spitzentuch der Königin är en ouvertyr av Johann Strauss den yngre. Den spelades första gången den 1 oktober 1880 på Theater an der Wien i Wien.

## Historia
Ouvertyren till Strauss operett Das Spitzentuch der Königin (Drottningens spetsnäsduk) börjar med en kraftfull åtta takters sektion bestående av två fyra-taktsekvenser i oktaver, vilka upprepas pianissimo i åtta takter. Därpå följer en mindre del byggd på Allegro moderato från finalen till akt I (Nr. 6), "Sie sagte. Ah!", och sedan ett citat från finalen till akt II (Nr. 13), "Heil unser'm Land dem Könige Heil!", markerad som Allegretto moderato i ouvertyren. Efter en livfull övergångspassage introducerar Strauss ett rytmiskt Allegro-tema från mellanspelet till akt III (Nr. 14), vilket leder vidare till en glad polka för flöjter och violiner. Ytterligare en övergångspassage (Poco meno) går över till en repetition av polkan (Tempo I) och efter ytterligare en övergångspassage (Poco meno och Vivace) löst byggt på motiv från partituret, når ouvertyren fram till Cervantes romans (Nr. 7) i akt II, "Wo die wilde Rose erblüht". En upprepning av polkan leder över till finalen (Più Allegro). Källan till finaldelen innan detta Più Allegro har förblivit ett mysterium: förutom då det dyker upp i ouvertyren och som öppningsmelodi i Spitzentuch-Quadrille (op. 392), återfinns det inte i klaverutdrag och togs förmodligen bort under operettens repetitioner.
Det första publika framförandet av ouvertyren ägde rum den 7 november 1880 då brodern Eduard Strauss dirigerade det vid en av sina söndagskonserter med Capelle Strauss i Gyllene salen i Musikverein. Av kuriöst intresse angående Eduards tolkning av ouvertyren är ett brev som en juridikstudent i Berlin, Hans Reichert, skrev till Johann Strauss den 31 augusti 1891. Efter att ha lovprisat Romansen "Wo die wilde Rose erblüht" fortsätter Reichert: "Jag hörde samma [melodi] i ouvertyren till 'Spitzentuch' [spelad] av Capelle Strauss. Din broder lät framföra den i det långsammaste tempot och det mest delikata pianissimo och nya, aldrig tidigare kända känslor kom för mig. Om denna melodi, presenterad precis på det sättet, var en del av ett Beethoven-adagio skulle den rankas som ett av de vackraste".

## Om verket
Speltiden är ca 8 minuter och 13 sekunder plus minus några sekunder beroende på dirigentens musikaliska tolkning.

## Weblänkar
- Ouvertüre: Das Spitzentuch der Königin i Naxos-utgåvan.